# イーヴィル・エンパイア
イーヴィル・エンパイア（Evil Empire）はアメリカのロックバンド、レイジ・アゲインスト・ザ・マシーンの第2作アルバム。前作から実に4年ぶりの作品となる。彼らの唯一のセルフプロデュース盤である。
アルバムのタイトルは、元アメリカ大統領、ロナルド・レーガンがソビエト連邦への記述の際に発言した「Evil empire（悪の帝国発言）」から取られた。
全体的にヘヴィメタル色が薄れ、ファンク色が強くなっている。

## 収録曲
1. ピープル・オブ・ザ・サン - People Of The Sun (2:30)
2. ブルズ・オン・パレード - Bulls On Parade (3:51)
3. ベトナウ - Vietnow (4:39)
4. リボルバー - Revolver (5:30)
5. スネイクチャーマー - Snakecharmer (3:55)
6. タイヤー・ミー - Tire Me (3:00)
7. ダウン・ロデオ - Down Rodeo (5:20)
8. ウィズアウト・ア・フェイス - Without A Face (3:36)
9. ウインド・ビロウ - Wind Below (5:50)
10. ロール・ライト - Roll Right (4:22)
11. イヤー・オブ・ザ・ブーメラン - Year Of The Boomerang (3:59)